# Макклетчи, Кейтлин
Кейтлин Макклетчи (англ. Caitlin McClatchey; род. 28 ноября 1985, Портсмут, Гэмпшир) — британская пловчиха, многократный призёр чемпионатов мира и Европы, призёр Универсиады 2013 года, двукратная победительница Игр Содружества. Специализируется в плавании вольным стилем на коротких и средних дистанциях (100, 200, и 400 метров).
Дебютировала в составе сборной страны на Олимпийских играх 2004 в эстафете 4×200 метров вольным стилем. Она показала лучший для себя результат, финишировав шестой на Олимпийских играх 2008 года в Пекине в плавании на 200 метров вольным стилем. В 2012 году на Олимпийских играх в Лондоне стала 7-й на дистанции 200 метров вольным стилем, а также в составе сборное Великобритании занимала пятые места в эстафетах 4×100 и 4×200 метров вольным стилем
В июне 2015 года заявила о завершении карьеры.

## Личный рекорд
- 100 метров вольным стилем: 54,31
- 200 метров вольным стилем: 1:56,62
- 400 метров вольным стилем: 4:07,02